# Douglas Håge

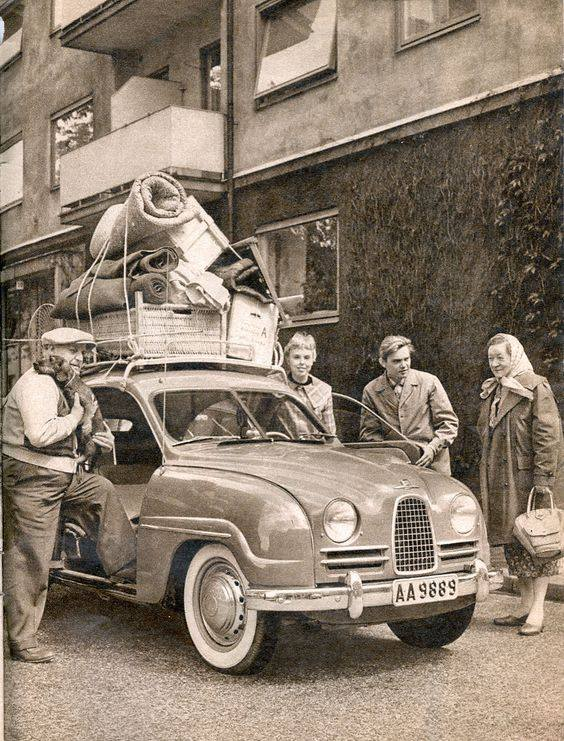
Douglas Håge (t.v.) i filmen Lille Fridolf blir morfar (1957).

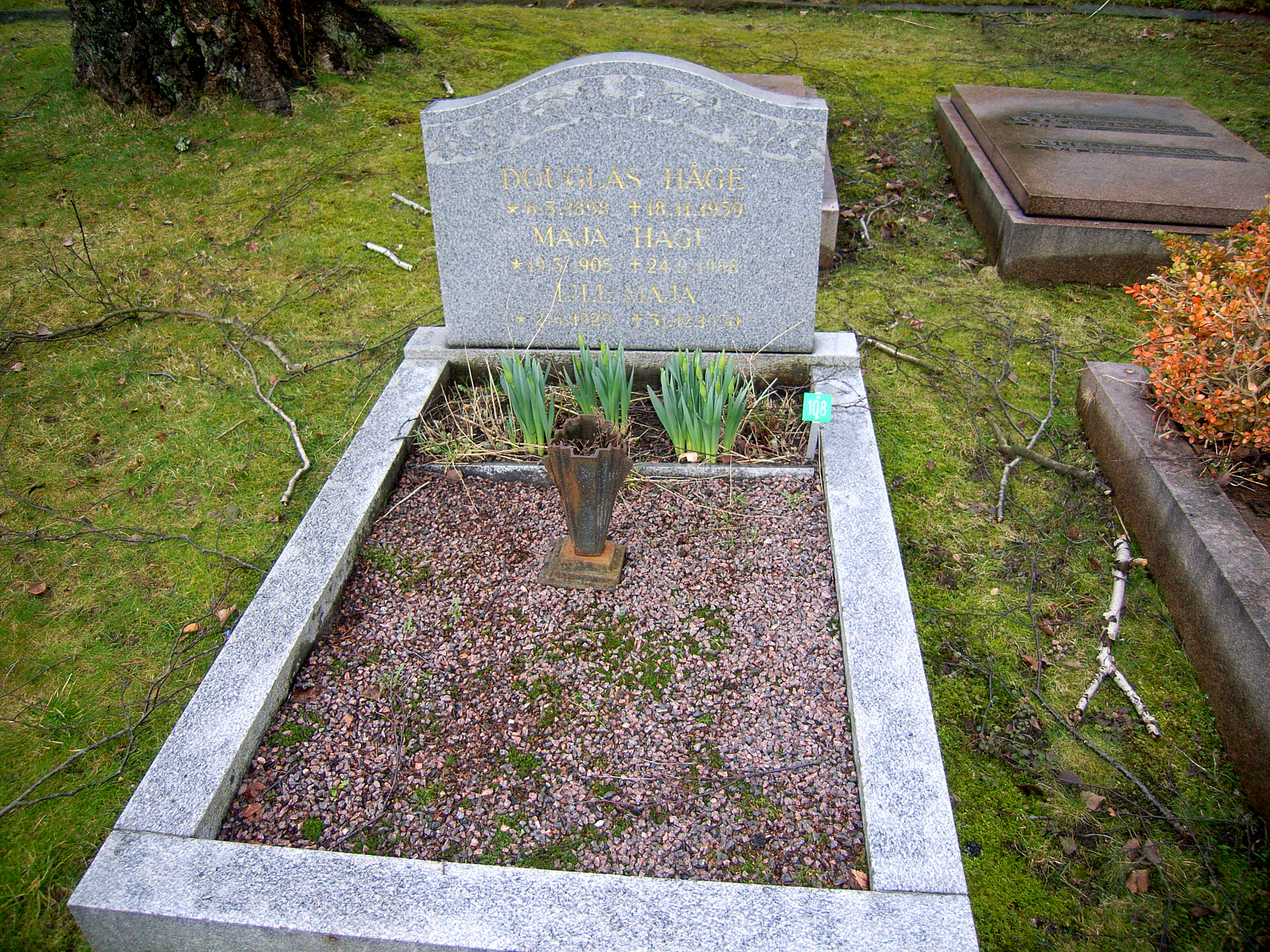
Gravplatsen på Nya Örgryte kyrkogård.

Oskar Fredrik Douglas Håge, ursprungligen Hansson, född 6 mars 1898 i Masthuggs församling i Göteborg, död 18 november 1959 i Brämaregårdens kyrkobokföringsdistrikt i Göteborg, var en svensk skådespelare.

## Biografi
Douglas Håge började spela amatörteater 1917, och gjorde professionell debut i Uddevalla 1919 som präst i pjäsen Ljugar-Lars på sanningsbänken. Därefter följde flera turnéer i landsorten med olika resande teatersällskap. 1920–1923 arbetade han vid Nya teatern i Göteborg och 1921–1948 vid Folkparksteatern med turnéer runt om i Sverige. Under sin tidiga karriär arbetade han också på Svenska Teatern i Vasa 1923–1925, en period han själv såg som sina främsta läroår. Han spelade även vid Nya revyteatern.
År 1937 kom han till Ragnar Klanges revy på Folkets Hus-teatern i Stockholm, och året därpå fick han sitt genombrott som revyartist på Blancheteatern. Håge kom mest att ägna sig åt den lättsamma genren, bland annat i nio revyer med Karl Gerhard. Från 1938 medverkade han även vid Radioteatern.
Han medverkade i drygt 100 långfilmer, bland annat som major Morgonkröök i filmerna om 91:an Karlsson. Hans främsta insats på film blev i serien om Lilla Fridolf i fyra långfilmer 1956–1959 med början i Lille Fridolf och jag, där han var den kuschade kontorsslaven och toffelhjälten Lilla Fridolf. Hans litenhet och ödmjuka röst kom där väl till pass. Man kan se hans trädgårdsmästare i Ingmar Bergmans Det regnar på vår kärlek och hans portvakt i Hasse Ekmans Medan porten var stängd (båda 1946) som något av en förövning, inte minst genom att hans motspelare där liksom i Fridolf-serien var Hjördis Petterson. Filmerna var direkta uppföljare till den populära radioserien Lilla Fridolf, som började sändas hösten 1955.
Douglas Håge var från 1927 till sin död gift med sångerskan Maja Håge, född Håkansson. Douglas Håge avled i en hjärtinfarkt den 18 november 1959. Han gravsattes 25 november 1959 på Örgryte nya kyrkogård.

## Filmografi (i urval)
- 1932 – Vi som går köksvägen
- 1938 – Bara en trumpetare
- 1938 – Du gamla du fria
- 1938 – Karriär
- 1938 – Den stora kärleken
- 1938 – Herr Husassistenten
- 1939 – Oss baroner emellan
- 1941 – Fröken Kyrkråtta
- 1941 – Göranssons pojke
- 1942 – Flickan i fönstret mitt emot
- 1942 – Tre glada tokar
- 1942 – Sexlingar
- 1942 – Tre skojiga skojare
- 1942 – Olycksfågeln nr 13
- 1942 – Livet på en pinne
- 1943 – Aktören
- 1943 – I mörkaste Småland
- 1943 – Livet måste levas
- 1943 – En fånge har rymt
- 1944 – Narkos
- 1944 – Mitt folk är icke ditt
- 1944 – Vår Herre luggar Johansson
- 1944 – Nyordning på Sjögårda
- 1944 – Dolly tar chansen
- 1944 – Fia Jansson från Söder
- 1944 – Skeppar Jansson
- 1945 – En förtjusande fröken
- 1945 – Sextetten Karlsson
- 1945 – Blod och eld
- 1945 – 13 stolar
- 1945 – Vandring med månen
- 1945 – Fram för lilla Märta
- 1945 – Oss tjuvar emellan eller En burk ananas
- 1946 – Eviga länkar
- 1946 – Djurgårdskvällar
- 1946 – Det glada kalaset
- 1946 – Medan porten var stängd
- 1946 – 91:an Karlsson. "Hela Sveriges lilla beväringsman"
- 1946 – Barbacka
- 1946 – Kärlek och störtlopp
- 1946 – Det regnar på vår kärlek
- 1947 – Supé för två
- 1947 – 91:an Karlssons permis
- 1947 – Nattvaktens hustru
- 1947 – Här kommer vi
- 1947 – Sången om Stockholm
- 1947 – Skepp till Indialand
- 1947 – Stackars lilla Sven
- 1947 – Bruden kom genom taket
- 1947 – En fluga gör ingen sommar
- 1948 – Livet på Forsbyholm
- 1948 – En svensk tiger
- 1948 – Musik i mörker
- 1948 – Hjältar mot sin vilja
- 1948 – Lilla Märta kommer tillbaka
- 1948 – Soldat Bom
- 1948 – Textilarna
- 1948 – Kvinnan gör mig galen
- 1949 – Boman får snurren
- 1949 – Lattjo med Boccaccio
- 1949 – Sjösalavår
- 1949 – Sven Tusan
- 1949 – Hur tokigt som helst
- 1950 – Svensk vardag
- 1950 – Södrans revy
- 1950 – Stjärnsmäll i Frukostklubben
- 1950 – Fästmö uthyres
- 1950 – Frökens första barn
- 1950 – Loffe blir polis
- 1950 – Regementets ros
- 1951 – Spöke på semester
- 1951 – Dårskapens hus
- 1952 – Kronans glada gossar
- 1953 – Göingehövdingen
- 1954 – Café Lunchrasten
- 1954 – Hjälpsamma herrn
- 1955 – Hemsöborna
- 1955 – Ute blåser sommarvind
- 1955 – Hoppsan!
- 1956 – Litet bo
- 1956 – Lille Fridolf och jag
- 1957 – Far till sol och vår
- 1957 – Lille Fridolf blir morfar
- 1958 – Musik ombord
- 1958 – Fröken April
- 1958 – Fridolf sticker opp
- 1959 – Fridolfs farliga ålder
- 1959 – Sängkammartjuven

## Teater

### Roller (ej komplett)
| År   | Roll                | Produktion                                                                                 | Regi                             | Teater                  |
| ---- | ------------------- | ------------------------------------------------------------------------------------------ | -------------------------------- | ----------------------- |
| 1937 | Olsson, smed        | Här kommer jag (Den mandlige husassistent) Axel Frische och Fleming Lynge                  | Ragnar Klange                    | Folkets hus teater      |
| 1938 |                     | Revolution i kåksta'n Ernst Berge                                                          | Sigge Fürst                      | Vanadislundens teater   |
| 1939 | Mercandieu          | Vi tjuvar (Fric-Frac) Édouard Bourdet                                                      | Sandro Malmquist                 | Nya Teatern             |
| 1942 |                     | Kvinnan väntar Artur Lundkvist                                                             | Anna Norrie och Sandro Malmquist | Folkan                  |
| 1943 | Medverkande         | Folkets hushåll, revy Harry Iseborg, Karl-Ewert, Fritz Gustaf Sundelöf, Gardar och Esse    | Ragnar Klange                    | Folkets hus teater      |
| 1944 | Medverkande         | Och han skämtar för dig, revy Kar de Mumma                                                 | Leif Amble-Næss                  | Blancheteatern          |
| 1945 | Medverkande         | En glädjande tilldragelse, revy Kar de Mumma                                               | Leif Amble-Naess                 | Blancheteatern          |
| 1945 | Kyrkoherde Chasuble | Bunbury (The Importance of Being Earnest, A Trivial Comedy for Serious People) Oscar Wilde | Harry Roeck-Hansen               | Blancheteatern          |
| 1946 | Medverkande         | Ett lysande elände, revy Karl Gerhard                                                      | Hasse Ekman                      | Oscarsteatern           |
| 1947 | Medverkande         | Trivsel-Sverige, revy Karl Gerhard                                                         | Gösta Terserus                   | Oscarsteatern           |
| 1947 | Medverkande         | Kar de Mummas sällskapsresa, revy Kar de Mumma                                             | Hjördis Petterson                | Blancheteatern          |
| 1948 | Medverkande         | Stockholm hela dan, revy Kar de Mumma                                                      | Douglas Håge                     | Södra Teatern           |
| 1949 | Medverkande         | Söder ställer ut, revy Kar de Mumma, Nils Perne och Sven Paddock                           | Sven Paddock Egon Larsson        | Södra Teatern           |
| 1949 | Proba               | Som ni behagar (As you Like it) William Shakespeare                                        | Rune Carlsten                    | Skansens friluftsteater |
| 1950 | Medverkande         | Farväl till 40-talet, revy Kar de Mumma                                                    | Sven Paddock                     | Södra Teatern           |
| 1954 | Argan               | Den inbillade sjuke (Le Malade imaginaire) Molière                                         | Lars-Levi Læstadius              | Folkparksturné          |
| 1955 | Medverkande         | Spectacle, revy Povel Ramel och Yngve Gamlin                                               | Carl-Gustaf Kruuse af Verchou    | Idéonteatern            |
| 1959 | Richard             | Party (The Party) Jane Arden                                                               | Yngve Nordwall                   | Riksteatern             |

### Regi
| År   | Produktion               | Upphovsmän   | Teater        |
| ---- | ------------------------ | ------------ | ------------- |
| 1948 | Stockholm hela dan, revy | Kar de Mumma | Södra Teatern |